# Licania conferruminata
Espèce
Statut de conservation UICN

 VU B1+2c : Vulnérable
Licania conferruminata est une espèce de plantes à fleurs de la famille des Chrysobalanaceae.

## Publication originale
- Kew Bulletin 49(2): 362, f. 2. 1994.